# Колос (стадіон, Млинів)
Стадіон «Колос» — багатофункціональний спортивний комплекс у Млинові, що перебуває у комунальній власності міста. Основний футбольний майданчик розрахований на 850 глядачів. Використовується для ігор з футболу, волейболу та легкоатлетичних змагань. Стадіон був домашньою ареною млинівської «Ікви».

## Інформація
У сезоні 2003/2004 років на стадіоні проходили матчі другої ліги чемпіонату та Кубка України з футболу за участю млинівської «Ікви». Крім того, у 2012 році стадіон був головною ареною відкритого чемпіонату Рівненської області з пляжного волейболу серед чоловічих команд. Окрім спортивних змагань стадіон приймав різноманітні культурно-розважальні заходи.